# اچ‌ام‌اس پی۳۸ (۱۹۴۱)
اچ‌ام‌اس پی۳۸ (۱۹۴۱) (به انگلیسی: HMS P38 (1941)) یک زیردریایی بود که طول آن ۵۸٫۲۲ متر (۱۹۱٫۰ فوت) بود. این زیردریایی در سال ۱۹۴۱ ساخته شد.